# Luis Bozzo Rotondo
Luis Miguel Bozzo Rotondo (Lima, Perú, 27 de diciembre de 1961) es un ingeniero civil peruano. Es conocido por el diseño estructural de obras de gran envergadura, por sus numerosas investigaciones en la Ingeniería estructural y por ser el inventor del disipador sísmico Shear Link Bozzo o SLB.

## Biografía
Nació en Lima, hijo del ingeniero Miguel Bozzo Chirichigno (1920-2006) y de Victoria Luisa Rotondo Mendoza (1928-2008), estudió en el colegio Champagnat de la misma ciudad.
Nieto del empresario pesquero José Roberto Rotondo Grimaldi (1899-1975) y de Laura Mendoza Lándivar (1906-1992). También es sobrino del exministro de Industria Roberto Rotondo Mendoza.
Sus hermanas son la presentadoras Laura Cecilia y Susana Liliana Bozzo y su hermano varón, Juan Miguel Bozzo.
En 1985, se graduó con honores como bachiller de ingeniería civil en la Universidad Nacional de Ingeniería (Perú). En 1987 obtuvo el grado de ingeniero civil con la tesis Análisis de losas planas empleando un elemento finito isoparamétrico mixto de 3 a 8 nudos. En 1988 obtiene una maestría en ingeniería civil en la Universidad de California en Berkeley y posteriormente en la misma universidad un doctorado en ingeniería civil, presentando una tesis titulada Qualitative reasoning about structural behavior for conceptual design. 
Ha realizado investigaciones sobre diseño y comportamiento estructural, independientemente y con entidades Europeas, Norteamericanas y Peruanas, actualmente realiza trabajos de ingeniería estructural y sismo resistente en la parte de diseño e investigación en España, México, Perú, Bulgaria, Baréin, Francia, Bolivia y Chile.
En el año 2000 patentó el disipador sísmico SLB o "Shear Link Bozzo" empleado en proyectos en Sudamérica y México. El sistema consta de una conexión "almenada" o "tipo peine" especial que evita la transferencia de fuerza axial en el dispositivo lo cual permite instalar paneles o muros de concreto denominados "muros desacoplados" de forma libre en planta y en altura.

## Obras representativas
A través de su estudio de ingeniería, se pueden destacar el diseño estructural de:
- Torre OAK58, de 205m de altura en Puebla, México (https://www.oak58.com/).
- Torre Paradox, de 62 niveles en Santa Fe, México.
- Estadio Omnilife, Guadalajara México.
- Torre Cube, México.
- Torre Cube II, Jalisco, México.
- El santuario de los mártires, México.
- Torre Santa Fe II de 52 niveles, México.
- Marriot Americas 1500, Guadalajara, México.
- Edificio postensado en Baréin.
- Proyecto Margaritas, Guadalajara, México.
- Proyecto Cima, México.
- Proyecto Galatea, Guadalajara, México.
- Proyecto Andares, Guadalajara, México.
- Central Park, Guadalajara, México.
- Bulgaria Television Building, Bulgaria.
- Nueva sede América Tv, Perú.
- Fabrica Netalco incluyendo conexiones Shear Link Bozzo (SLB), Perú.